# 東京外国語大学の人物一覧
東京外国語大学の人物一覧は、東京外国語大学に関係する人物の一覧記事。

## 主な教職員

### 歴代学長
- 沢田節蔵（1949年8月 - 1954年11月）、外交官
- 岩崎民平（1955年12月 - 1961年11月）、英語学者
- 小川芳男（1961年12月 - 1969年3月）、英語学者
- 鐘ケ江信光（1971年4月 - 1975年3月）、中国語学者
- 長幸男（1985年12月 - 1989年8月）、経済学者
- 原卓也（1989年9月 - 1995年8月）、ロシア文学者
- 中嶋嶺雄（1995年9月 - 2001年8月）、政治学者（現代中国政治）
- 池端雪浦（2001年9月 - 2007年8月）、歴史学者（東南アジア史）
- 亀山郁夫（2007年9月 - 2013年3月）、ロシア文学者
- 立石博高（2013年4月 - 2019年3月）、歴史学者（スペイン近代史）
- 林佳世子（2019年4月 - 2025年3月）、歴史学者（西アジア社会史、オスマン朝史）
- 春名展生（2025年4月 - 現在）、政治学者（国際関係論）

### 理事・副学長
（2025年4月現在）
- 武田千香（教育等担当）
- 江利川宗光（社会連携等担当）

### 副学長
（2025年4月現在）
- 青山亨（情報、点検評価等担当）
- 中山俊秀 （研究等担当）・附属図書館長
- 菊池陽子（学生支援等担当）

### 学長特別補佐
（2025年4月現在）
- 大津友美 （国際教育・社会連携・男女共同参画）

### 学長特命補佐
（2025年4月現在）
- 荒川洋平（社会連携（企業）担当）
- 望月源（情報セキュリティ担当）
- 荒川慎太郎（点検評価担当）
- 吉冨朝子（ELC・GLIP担当）
- 投野由紀夫（LINGUA担当）

### 経営協議会
（学外委員）
（2025年4月現在）
- 木部暢子 - 人間文化研究機構機構長
- 田中正良 - 日本放送協会（NHK）中国総局長

### 専任教員・研究者

#### 総合国際学研究院

##### 言語文化部門
（言語研究系）
- 五十嵐孔一 （朝鮮語学）
- 上田広美 （カンボジア語学）
- 岡野賢二 （ビルマ語学）
- 風間伸次郎 （アルタイ諸言語研究）
- 加藤晴子 （中国語学・日中対照言語学）
- 金指久美子 （スラヴ文献学）
- 佐野洋 （情報工学）
- 菅原睦 （テュルク諸語研究）
- 鈴木玲子 （ラオス語学・タイ語学）
- 趙義成 （朝鮮語学）
- 投野由紀夫 （英語教育学・コーパス言語学）
- 内藤稔 （英語通訳論）
- 中川裕 （言語学・音声学、コイサン語）
- 南潤珍 （朝鮮語学）
- 匹田剛 （ロシア語学）
- 藤縄康弘 （ドイツ語学）
- 降幡正志 （インドネシア語学）
- 箕浦信勝 （アサバスカ語学）
- 三宅登之 （中国語学）
- 望月源 （計算言語学）
- 吉枝聡子 （ペルシア語学）
- 吉冨朝子 （応用言語学）

（文化研究系）
- 佐々木あや乃 （ペルシア文学）
- 武田千香 （ブラジル文学）
- 前田和泉 （ロシア文学）
- 山口裕之 （ドイツ文学・文化論）
- 米谷匡史 （日本思想史）

##### 国際社会部門
（地域研究系）
- 青山弘之 （シリア・レバノン政治論）
- 岡田知子 （カンボジア文学・文化論）
- 菊池陽子 （ラオス近現代史）
- 篠原琢 （中東欧近現代史）
- 左右田直規 （東南アジア近現代史・マレーシア政治社会史）
- 高橋均（ラテンアメリカ地域研究）
- 千葉敏之 （ドイツ中世史）
- 真島一郎 （西アフリカ人類学）
- 宮田敏之 （タイ社会経済史）

（国際研究系）
- 石橋可奈美 （国際環境法）
- 大川正彦 （政治学・社会倫理学）
- 岡田昭人 （比較・国際教育学）
- 澤田ゆかり （社会経済学・中国地域研究）
- 篠田英朗 （国際関係論・平和構築論）
- 鈴木美弥子 （民法・消費者法）
- 鈴木義一 （比較経済史・ロシア経済論）
- 田島陽一 （開発経済学・メキシコ経済論）
- 中山智香子 （経済思想史）
- 松隈潤 （国際法学・国際機構論）
- 松永泰行 （比較政治学・西アジア地域研究）
- 吉崎知典 （国際関係論・安全保障論）
- 若松邦弘 （比較政治学・イギリス政治論）

#### 国際日本学研究院
- 荒川洋平 （認知言語学・日本語教育学）
- 伊集院郁子 （日本語教育学・コーパス言語学）
- 海野多枝 （応用言語学・日本語教育学）
- 大津友美 （日本語教育学）
- 川村大 （日本語学）
- 工藤嘉名子 （日本語教育学）
- 小松由美 （異文化コミュニケーション論）
- 佐藤正広 （近代日本経済史・統計調査史）
- 菅長理恵 （日本語学）
- 鈴木智美 （日本語学・日本語教育学）
- 鈴木美加 （日本語教育学・教育工学）
- 友常勉 （日本思想史）
- 西原大輔（比較文学・日本文学）
- 花薗悟 （日本語学）
- 宮城徹 （異文化間教育学）
- 甕隆博 （解析学・数学教育学）
- 林俊成 （情報工学・教育工学）

#### 世界言語社会教育センター
- 今井昭夫（ベトナム近現代史）
- 根岸雅史 （英語教育学）
- 吉本秀之 （科学技術史）

#### アジア・アフリカ言語文化研究所

##### 言語学研究ユニット
- 伊藤智ゆき （中国語学・朝鮮語学）
- 呉人徳司 （チュクチ語学）
- 中山俊秀 （ヌートカ語学）
- 星泉 （チベット語学）
- 渡邊己 （セイリッシュ語学）

##### 地域研究・歴史学研究ユニット
- 飯塚正人 （イスラーム研究）
- 太田信宏 （南アジア史）

##### 文化人類学研究ユニット
- 河合香吏 （東アフリカ人類学）
- 椎野若菜 （東アフリカ人類学）
- 西井凉子 （東南アジア社会人類学）

##### 情報資源利用研究センター
- 荒川慎太郎 （西夏語文献学）
- 石川博樹 （エチオピア史）
- 塩原朝子 （インドネシア言語研究）
- 澤田英夫 （ロンウォー語学）
- 高松洋一 （古文書学）

##### フィールドサイエンス研究企画センター
- 黒木英充 （アラブ地域研究）
- 近藤信彰 （西アジア史）
- 床呂郁哉 （東南アジア人類学）

#### 現代アフリカ地域研究センター
- 武内進一 （アフリカ地域研究、国際関係論）

## 元教職員

### 名誉教授

#### 外国語学部
- 安倍北夫
- 荒このみ - 立命館大学客員教授
- 池上岑夫- 元東京外国語大学附属図書館長
- 磯谷孝
- 井上史雄 - 明海大学名誉教授
- 岩崎力
- 岡田恵美子
- 岡田英弘
- 岡村多希子
- 河島英昭
- 金七紀男
- 沓掛良彦 - 中国福州大学客員教授
- 輿水優 - 元佐野短期大学学長
- 小浪充
- 小原雅俊
- 在間進
- 篠田浩一郎
- 志村正雄
- 田島信元 - 元白百合女子大学文学部教授
- 千野栄一 - 元和光大学学長
- 中嶋嶺雄 - 元国際教養大学理事長・学長
- 西永良成 - 元パリ国際大学都市日本館館長
- 二宮宏之 - 元電気通信大学教授、元フェリス女学院大学教授、元東京外国語大学附属図書館長
- 奴田原睦明
- 馬場彰
- 原卓也 - 元東京外国語大学長
- 牧野信也 - イスラム学者、元杏林大学教授
- 山之内靖
- 若林俊輔 - 元語学教育研究所理事長
- 和久利誓一

#### 大学院地域文化研究科
- 上村忠男

#### 総合国際学研究院
- 青山亨
- 阿保雅行
- 新井政美
- 粟屋利江
- 石井哲士朗
- 井尻秀憲 - 東京国際大学客員教授
- 伊勢崎賢治
- 市川雅教
- 今福龍太 - 和光大学現代人間学部特任教授
- 岩崎務
- 岩崎稔 - 大和大学政治経済学部教授
- 宇佐美まゆみ - 国立国語研究所教授
- 臼井佐知子
- 宇戸清治
- 宇野公子 - 学習院大学国際交流学部教授
- 浦田和幸
- 小笠原欣幸
- 岡田和行
- 小川英文
- 金井光太郎
- 亀山郁夫 - 元東京外国語大学学長、現名古屋外国語大学学長
- 川口健一
- 川口裕司
- 川島郁夫
- 金富子
- 工藤浩
- 栗田博之
- 黒澤直俊
- 小林二男
- 佐々木孝弘
- 佐藤公彦
- 鈴木聡
- 鈴木茂 - 名古屋外国語大学世界共生学部教授
- 関口時正
- 相馬保夫
- 宗宮喜代子 - 元岐阜聖徳学園大学外国語学部教授
- 高垣敏博 - 元神奈川大学外国語学部特任教授
- 高島英幸
- 髙橋淸治
- 谷川道子
- 敦賀陽一郎
- 鶴田知佳子 - 東京女子大学現代教養学部教授
- 土佐桂子
- 富盛伸夫
- 中澤英彦
- 中野敏男
- 成田節
- 西谷修 - 立教大学大学院文学研究科特任教授
- 丹羽泉
- 沼野恭子
- 根岸雅史
- 八尾師誠
- 藤井毅
- 藤井守男
- 二木博史
- 益子幸江
- 松浦寿夫 - 武蔵野美術大学教授
- 水野善文
- 八木久美子 - 名古屋外国語大学世界教養学部教授
- 吉田ゆり子
- 吉本秀之
- 和田忠彦
- 渡邊啓貴 - 帝京大学法学部教授

#### アジア・アフリカ言語文化研究所（AA研）
- 池端雪浦 - 元東京外国語大学学長
- 岡田英弘
- 小川了
- 小田淳一
- 上岡弘二
- 川田順造
- 栗原浩英
- 芝野耕司
- 新谷忠彦
- 高島淳
- Christian Ashley Daniels
- 中谷英明
- 中見立夫
- 中村平治
- 奈良毅
- 稗田乃
- 深澤秀夫
- 町田和彦
- 峰岸真琴
- 宮崎恒二
- 家島彦一 - 元早稲田大学教育・総合科学学術院特任教授
- 山口昌男
- バースカララーオ・ペーリ

#### 世界言語社会教育センター
- 東憲一

#### 附属日本語学校・留学生日本語教育センター
- 内海孝
- 谷和明
- 田山のり子
- 松井信行
- 道脇綾子
- 横田淳子

#### 国際日本学研究院
- 伊東祐郎 - 国際教養大学グローバル・コミュニケーション実践研究科 日本語教育実践領域代表
- 楠本徹也
- 小林幸江
- 坂本惠
- 柴田勝二
- 野本京子
- 早津惠美子 - 名古屋外国語大学世界教養学部国際日本学科教授・大学院国際コミュニケーション研究科長
- 藤村知子
- 藤森弘子 - 帝京大学外国語学部教授
- 村尾誠一

#### 保健管理センター
- 井上哲文

### 元教職員
- 浅田栄次 - 初代教務主任
- 麻田豊
- 伊丹千惠
- 伊藤英人 - 専修大学国際コミュニケーション学部特任教授
- 金子比呂子
- 蒲生慶一
- 河路由佳 - 杏林大学外国語学部特任教授
- 北脇保之 - 浜松聖星高等学校理事長
- 木村和美
- 工藤光一
- 小松久男
- 佐藤宏孝
- 島田周平 - 名古屋外国語大学世界共生学部教授・京都大学名誉教授
- 善如寺俊幸
- 高知尾仁
- 谷口晋吉
- 谷口龍子
- 塚越昌幸
- 丹羽京子
- 温品廉三
- 野間秀樹 - 明治学院大学客員教授
- 萩田博
- 林和宏
- ウィチャイ・ピァンヌコチョン
- 真鍋求
- 山下美知子
- 山田文比古 - 名古屋外国語大学外国語学部フランス語学科教授・元駐仏公使
- 李孝徳 - 東京経済大学全学共通教育センター教授
- ロバート・ラトクリフ

## 出身著名人一覧

### 政治
- 赤間徳寿（英語） - 元衆議院議員、元滑川市長
- 秋葉就一（英米語） - 元千葉県八千代市長、元八千代市議会議員
- 池田勤也（ドイツ語） - 元勝山市長
- 市橋保雄 - 元両津市長
- 大杉栄（フランス語） - 政治運動家、無政府主義者
- 緒方靖夫 （中国語）- 元日本共産党参議院議員
- 川崎克 - 元司法政務次官、元衆議院議員
- 岸衛（英語） - 元衆議院議員、元熱海市長
- 木下富美子（スペイン語） - 東京都議会議員、都民ファーストの会東京都議団副幹事長
- 草野威（中退） - 元公明党衆議院議員
- 近藤豊 （スペイン語）- 衆議院議員、衆議院安全保障委員長、外務省アメリカ局中南米第一課長
- 斎藤弘 - 元山形県知事、元日本銀行職員
- 佐々木盛雄 - 元内閣官房副長官、元労働政務次官
- 鈴木文史朗 - 元参議院議員、元リーダーズ・ダイジェスト日本語版編集長
- 高岡大輔（インド語） - 元衆議院議員、元日本民主党全国委員会副委員長
- 高野博師（中国語） - 元公明党参議院議員、党国際委員長、元環境副大臣、元外務省職員
- 陳智雄（オランダ語） - 台湾共和国臨時政府東南アジア巡回大使、台湾独立運動家
- 内山岩太郎（スペイン語） - 元神奈川県知事、元駐アルゼンチン公使
- 橋本勉（印パ語） - 元新党大地衆議院議員、元国税庁国税徴収官
- 服部千秋 - 元太子町長
- 馬場秀夫（ロシア語） - 元日本社会党衆議院議員、行田市長、元毎日新聞出版局長
- 浜田和幸（中国語） - 元総務大臣政務官、元外務大臣政務官、元参議院議員、未来研究学者、元ジョージタウン大学主任研究員
- 早川忠孝（英米語・中退） - 元自由民主党衆議院議員、弁護士
- 藤生安太郎（中国語） - 元衆議院議員、元衆議院議長秘書
- ペマ・ギャルポ - 政治学者、桐蔭横浜大学教授、ダライ・ラマ法王日本政府代表部初代代表
- 福永一臣（スペイン語） - 元自由民主党衆議院議員
- 益谷秀次（フランス語） - 元衆議院議長、副総理、建設大臣
- 武藤貴也 - 元衆議院議員
- 村田吉隆（中国語中退） - 元自由民主党衆議院議員、元国家公安委員会委員長
- 村松愛蔵 - 元衆議院議員、キリスト教伝道者
- 矢野穂積 - 東村山市議会議員
- 李復興 - 元立法院立法委員、元台湾肥料公司董事長、元中華民国水泳協会理事長
- 山中邦紀 - 元衆議院議員
- 和泉覚（ロシア語） - 元参議院議員、元創価学会理事長

### 経済界
- 青木哲 （英米語・1969）-　ホンダ会長、日本自動車工業会会長、国立大学法人東京外国語大学監事
- 青柳健（フランス語） - 穂高書店創業者
- 赤尾好夫（イタリア語） - 旺文社通信添削会（現旺文社）設立者
- 荒川詔四 （インドシナ語・1968） - ブリヂストン社長・会長
- 蟻二郎（英米語）- 太陽社社長、アメリカ文学者、批評家
- 生田秀（ドイツ語） - 大阪麦酒会社支配人・技術長
- 伊集院俊隆（ロシア語） - 新読書社社長、翻訳家
- 岩上敦宏（英米語） - アニプレックス社長、プロデューサー
- 泉三太郎（ロシア語） - 図書出版社社長、出版流通対策協議会会長、ロシア文学者
- 薄井シンシア - LOFホテルマネジメント日本代表、ANAインターコンチネンタルホテル東京副支配人
- 浦野邦子 (ドイツ語) - 女性初の小松製作所常務、横河電機取締役、森永製菓取締役、日本製鉄取締役
- 大久保好男（フランス語） - 日本テレビ社長、日本テレビホールディングス社長、日本民間放送連盟会長
- 太田俊穂 - 岩手放送社長、日本現代詩歌文学館館長
- 大田黒重五郎（ロシア語） - 九州電気軌道社長、九州水力電気設立者
- 落希一郎（英米語） - オチガビワイナリー設立者、ワイン醸造家・篤農家
- 小野真紀子 - サントリー食品インターナショナル社長
- 加藤朋央（印パ語） - ともおコーポレーション社長
- 鎌原正直 - 三菱レイヨン社長
- 神吉晴夫（フランス語） - かんき出版設立者、光文社社長、東大中退
- 川上俊彦（ロシア語） - 日魯漁業社長、駐ポーランド公使
- 川田忠樹 - 川田工業会長、富山県経営者協会会長
- 桑原道夫（スペイン語） - ダイエー社長、丸紅副社長、国立大学法人東京外国語大学監事
- 倉岡克行（中国語） - 開原電気・開原市場取締役
- 古賀米吉（英語） - 市川学園創立者、藍綬褒章
- 小西工己（フランス語） - 名古屋グランパスエイト社長
- 小林富佐雄 - 東宝社長、帝国劇場社長、東洋製罐社長
- 酒井邦弥（ドイツ語・1969） - みずほホールディングス副社長　神田外語大学学長　国立大学法人東京外国語大学理事
- 佐藤富男 - テレビ愛知社長
- 佐藤芳之 - オーガニック・ソリューションズ・ルワンダ設立
- 鹿間千尋（フランス語・1975） - 日清丸紅飼料社長、日本飼料工業会会長、中国日本商会会長
- 芝田浩二 - ANAホールディングス社長
- 柴田駿 - フランス映画社創業者、日本映画批評家大賞国際活動賞
- 島田勝之助（フランス語） - 三井合名常務理事、北海道炭礦汽船会長
- 清水慎次郎（ポルトガル語） - 三井物産社長
- 高向巖（中国語） - 北洋銀行頭取、日本銀行情報サービス局長、第二地方銀行協会会長、日本商工会議所副会頭
- 田中実（ロシア語） - カカクコム副会長、元社長
- 棚田京一（インドシナ語） - デルフィス社長、タイトヨタ自動車社長、バンコク日本人商工会議所会頭
- 中島陟 - 国土計画興業社長、都市計画家
- 西村暢夫（イタリア語） - 文流社長、イタリア文化研究家、翻訳家
- 長谷川康司（タイ語・1964） - 首都高速道路会長、トヨフジ海運社長、トヨタ自動車専務
- 藤原作弥（フランス語） - 日本銀行副総裁、日立総合計画研究所社長、時事通信社解説委員長
- 松木健 - 毎日新聞グループホールディングス社長
- 松田千恵子（ドイツ語） - ブーズ・アンド・カンパニーパートナー、東京都立大学教授、IHI取締役、キリンホールディングス取締役
- 水上健也（フランス語） - 読売新聞グループ本社会長、日本記者クラブ理事長
- 森川桂造 （ヒンディ語）- コスモエネルギーホールディングス会長、コスモ石油社長、石油連盟副会長
- 森田俊生 - フォード・ジャパン社長兼CEO
- 村上光一（スペイン語） - フジテレビ社長、国立大学法人東京外国語大学監事
- 山崎寿春 - 駿台高等予備校（現駿台予備学校）設立者、明治大学教授
- 山下秀樹 - 集英社社長
- 山本惣治 - 元日産自動車社長、元富士自動車社長
- 和田一夫 - ヤオハン・ジャパン会長

### 官界

#### 外交官
- 新渡戸稲造（英米語） - 元国際連盟事務次長、農学者、教育者
- マリア・ゼネイダ・コリンソン（日本語） - 国際原子力機関総会議長、在ウィーン国連機関担当フィリピン大使
- 齋賀富美子（英米語） - 元国際刑事裁判所判事、駐ノルウェー大使、国連大使、埼玉県副知事
- 中谷好江（スペイン語） - 元OECD東京センター所長
- 本野一郎 - 外務大臣、駐ロシア大使
- 山野内勘二（インドシナ語） - 駐カナダ大使、元ニューヨーク総領事、元外務省経済局長、元内閣総理大臣秘書官
- 田中三郎（英米語） - 駐キューバ大使、シドニー総領事、内閣情報調査室次長
- 佐藤宗一（モンゴル語） - 駐ドミニカ共和国大使、クリチバ総領事
- 淵上隆（スペイン語） - 駐ドミニカ共和国大使、バルセロナ総領事
- 高木昌弘（英米語） - 駐ドミニカ共和国大使、クリチバ総領事
- 手塚義雅（フランス語） - 駐トリニダード・トバゴ大使
- 鈴木康久（スペイン語） - 駐ニカラグア大使、レオン総領事
- 礒部博昭（フランス語・1979） - 駐パナマ大使、元JETRO理事、元モントリオール総領事
- 丸山浩平（イタリア語） - バンクーバー総領事、元釜山総領事
- 椿秀洋（スペイン語） - 駐ボリビア大使、元バルセロナ総領事
- 佐藤悟（スペイン語） - 駐ブラジル大使、駐スペイン大使、外務報道官、外務省中南米局長
- 鈴木哲（英米語） - 駐イタリア大使、元外務省総合外交政策局長、元国際原子力機関事務局長特別補佐官
- 山本啓司 - 駐ルーマニア大使、査察担当大使
- 澤田洋典（ポルトガル語） - 駐北マケドニア大使
- 本田均（英米語） - 元駐フィンランド大使、元参議院参事、元外務省研修所副所長
- 都倉栄二（ロシア語） - 元駐スウェーデン大使、元国際交流サービス協会会長
- 星秀明（ドイツ語） - 駐エストニア大使、前ペナン総領事
- 田邊隆一（ドイツ語） - 駐ポーランド大使、ミュンヘン総領事
- 礒正人（ドイツ語） - 駐クロアチア大使、元デュッセルドルフ総領事、元内閣衛星情報センター分析部長
- 末沢昌二 - 元駐ウクライナ大使、元駐モンゴル大使
- 坂本秀之（ドイツ語） - 元駐ボスニア・ヘルツェゴビナ大使、元駐フランクフルト総領事
- 伊藤眞 - 駐ボスニア・ヘルツェゴビナ大使、元駐アルバニア大使、元デンバー総領事
- 西岡淳（フランス語） - 駐ジブチ大使、元外務省研修所副所長、モントリオール総領事
- 皆川一夫（インドシナ語） - 駐ウガンダ大使、元チェンナイ総領事、ミラノ総領事
- 新田宏 - 元駐ガーナ大使、元マイアミ総領事、元内閣官房内閣審議官
- 新井辰夫（フランス語） - 駐セネガル大使、元モントリオール総領事
- 名井良三（ポルトガル語） - 駐アンゴラ大使、元ベレン総領事
- 柳沢香枝（中国語） - 駐マラウイ大使、元国際協力機構理事（女性初）、元国連開発計画シニアアドバイザー
- 磯俣秋男 - 駐アラブ首長国連邦大使、元上海総領事・大使、元内閣法制局参事官
- 久保田穣 - 元駐パキスタン大使、駐シリア大使
- 駒野欽一（アラビア語中退・1970） - 駐イラン大使、元駐エチオピア兼ジブチ大使、駐アフガニスタン大使
- 城所卓雄（モンゴル語） - 元駐モンゴル大使、元サンクトペテルブルク総領事、名古屋大学参与・特任教授
- 松本盛雄（中国語） - 元駐パプアニューギニア大使、元瀋陽総領事、元立命館アジア太平洋大学教授
- 沼田行雄 - 元駐トンガ大使、元ベレン総領事
- 石井哲也（ドイツ語） - 駐トンガ大使、元地球環境戦略研究機関統括研究ディレクター
- 岩本桂一（中国語） - 外務省領事局長、太平洋島嶼国地域担当大使
- 鄭永邦 - 外務省翻訳官
- 和田敏雄 - 外務省調査官、拓殖大学名誉教授
- 浜田隆 - 在瀋陽日本国総領事館総領事
- ジェームス・ズムワルト（日本語・1981） - アメリカ合衆国国務省次官補代理、駐日アメリカ合衆国大使館経済担当公使
- 成田五郎 - 在マニラ日本領事館領事、在タウンズビル日本帝国領事

#### その他の官界
- 勝茂夫 - 世界銀行副総裁　日本人の生え抜き職員では初の副総裁
- 梅謙次郎（フランス語） - 内閣法制局長官
- 武井守成 - 式部長官、宮内省楽部長、作曲家、指揮者
- 山口常光 - 初代警視庁音楽隊長、相愛女子大学教授
- 西尾理弘 - 元文部省高等教育局主任視学官、元名古屋大学事務局長、島根県出雲市長
- 井上正幸（ウルドゥー語） - 文部科学省国際統括官、元日本ユネスコ国内委員会事務総長、元駐バングラデシュ大使
- 吉尾啓介（英米語） - 沖縄科学技術大学院大学最高執行責任者、国際教養大学副学長兼事務局長
- 渡部厚 - 防衛省人事教育局長、防衛庁防衛審議官、青森県警察本部長
- 豊田貞次郎（英語） - 海軍大将、外相・商工相・日本製鐵社長などを歴任
- 細野正文 - タイタニック号日本人唯一の乗船者、元鉄道院副参事
- 秋草俊 - 陸軍少将　陸軍中野学校の生みの親・初代校長、関東軍情報部長
- 飯村穣 - 陸軍中将、憲兵司令官、陸軍大学校校長
- 寺平忠輔（中国語） - 北平特務機関補佐官
- 楢岡徹（英語） - 横浜市助役、長崎市助役
- 森下重格（英語） - 広島市助役、横須賀市助役、沖縄県総務部長
- 清原博（英米語） - 元法務省民事局付検事、カンボジア司法省法律顧問、弁護士

### 学者

#### 言語学者
- 秋山余思（イタリア語） - イタリア語学、東京外国語大学名誉教授、元イタリア学会会長
- 鮎貝房之進（朝鮮語） - 言語学者、歴史学者、歌人
- 石井哲士朗（ロシア語） - ポーランド語学、東京外国語大学名誉教授
- 五十嵐孔一（朝鮮語） - 朝鮮語学、東京外国語大学教授
- 猪狩博（英米語） - 英語学、千葉商科大学名誉教授
- 池上岑夫（ポルトガル語） - 翻訳家、東京外国語大学名誉教授、元天理大学教授
- 市之瀬敦（ブラジル・ポルトガル語） - クレオール語学、上智大学教授
- 井出万秀（ドイツ語）- ドイツ語学、立教大学教授
- 伊藤英人（朝鮮語）- 朝鮮語学・文献学、元東京外国語大学大学院准教授
- 今岡十一郎（ドイツ語） - ハンガリー語学
- 岩崎克己 - 言語学者、歴史学者
- 岩崎民平（英米語） - 英語学、元東京外国語大学学長
- 岩田礼（中国語） - 言語地理学、金沢大学名誉教授、公立小松大学教授
- 上田博人（スペイン語） - スペイン語学、東京大学名誉教授
- 上田広美（フランス語） - カンボジア語学、東京外国語大学准教授
- 内田洋子（英米語） - 英語学、東京海洋大学大学院海洋科学技術研究科准教授
- 海野多枝（日本語） - 応用言語学・日本語教育学、東京外国語大学教授
- 浦田和幸（英米語） - 英語学、東京外国語大学教授
- 瓜谷良平（スペイン語）- スペイン語学、拓殖大学名誉教授
- 榎本英雄（中国語） - 中国語学、明治学院大学名誉教授
- 大久保忠利 - 言語学、国語学
- 太田辰夫（中国語） - 中国語学、神戸市外国語大学名誉教授
- 大西雅雄 - 音声学、元上智大学教授、元日本音声学会名誉会長
- 岡野賢二（大学院） - ビルマ語学、東京外国語大学准教授
- 小川芳男（英米語） - 英語学、東京外国語大学名誉教授、神田外語大学初代学長、日本語教育学会初代会長
- 小澤悦夫（英米語） - 英語学、早稲田大学教授
- 小澤重男（モンゴル語） - モンゴル語学、東京外国語大学名誉教授、日本モンゴル学会名誉会長
- 片岡弘次（印パ語） - ウルドゥー語学、大東文化大学名誉教授、日本翻訳家協会特別賞
- 加藤晴子（中国語） - 中国語学、東京外国語大学教授
- 鐘ケ江信光（中国語） - 中国語学、東京外国語大学学長
- 金指久美子（ロシア語） - チェコ語学・スラヴ文献学、東京外国語大学准教授
- 神山孝夫（ロシア語） - 歴史言語学、大阪大学教授、日本歴史言語学会会長
- 木村護郎クリストフ（ドイツ語） - 社会言語学、上智大学外国語学部教授
- 金田一秀穂（大学院） - 日本語、評論家、杏林大学外国語学部教授
- 川上茂信（スペイン語） - スペイン語学、 東京外国語大学教授
- 川口裕司（フランス語） - フランス語学、東京外国語大学教授
- 窪川英水（フランス語） - フランス語学、東京都立大学名誉教授
- 栗林均（モンゴル語） - モンゴル語、音声学、東北大学名誉教授、金田一京助博士記念賞
- 黒澤直俊（ポルトガル語） - ポルトガル語学、東京外国語大学教授
- 黒柳恒男 - ペルシャ語学、東京外国語大学名誉教授
- 郡史郎（大学院） - 言語学、大阪大学教授
- 香坂順一（中国語）- 中国語学、大阪市立大学教授、大東文化大学学長
- 小池和良（大学院） - スペイン語学、拓殖大学教授
- 小嶋栄子（大学院）- 日本語学、長崎短期大学教授
- 輿水優（中国語） - 中国語学、東京外国語大学名誉教授、佐野短期大学学長
- 小林惺（イタリア語） - イタリア語学、武蔵野音楽大学名誉教授
- 小林幸江（モンゴル語） - 日本語教育学、東京外国語大学名誉教授
- 五味政信（ベトナム語） - ベトナム語、一橋大学名誉教授
- 斎藤弘子（英米語） - 英語学、東京外国語大学教授
- 在間進（ドイツ語） - ドイツ語学、東京外国語大学名誉教授
- 佐藤純一（ロシア語） - ロシア語学、東京大学名誉教授
- 首藤訓宏（英米語） - 英語学、東京慈恵会医科大学教授
- 城生佰太郎（大学院） - 音声学、筑波大学名誉教授
- 鈴木斌（印パ語） - ウルドゥー語学、東京外国語大学名誉教授、印度学仏教学会賞
- 鈴木玲子（インドシナ語） - ビルマ語学・タイ語学、東京外国語大学教授
- 須藤兼吉（英語） - 英語学、元神奈川大学教授
- 宗宮喜代子（英米語） - 英語学、東京外国語大学名誉教授、元岐阜聖徳学園大学教授
- 曽我祐典（フランス語） - フランス語学、関西学院大学名誉教授
- 高橋都彦（ポルトガル・ブラジル語） - ポルトガル・ブラジル語学、拓殖大学名誉教授
- 竹林滋（英米語） - 英語学、東京外国語大学名誉教授
- 田中一嘉（ドイツ語） - ドイツ語学、群馬大学教育学部准教授
- 田中克彦（モンゴル語） - 言語社会学、一橋大学名誉教授、元東京外国語大学外国語学部助教授
- 店村新次（フランス語） - フランス文学、同志社大学名誉教授
- 千野栄一（ロシア語） - スラヴ語学、東京外国語大学名誉教授、元和光大学長
- 趙義成（大学院） - 朝鮮語学、東京外国語大学准教授
- 土屋順一（モンゴル語）- 日本語学・日本語教育学、元東京外国語大学准教授
- 坪井栄治郎（英米語） - 言語学、東京大学教授
- 敦賀陽一郎（フランス語） - フランス語学、東京外国語大学名誉教授
- 寺崎英樹（スペイン語） - スペイン語学、東京外国語大学名誉教授
- 徳尾俊彦（フランス語） - フランス語学、関西大学教授
- 冨田健次（インドシナ語） - ベトナム語学、大阪大学教授
- 富野幹雄（ポルトガル・ブラジル語） - ポルトガル語学、南山大学名誉教授
- 富盛伸夫（フランス語） - ロマンス語学、東京外国語大学名誉教授
- 中川裕（ロシア語） - 音声学・コイサン語学、東京外国語大学教授
- 中澤英彦（ロシア語） - ロシア語学、東京外国語大学名誉教授
- 中島由美（ロシア語） - スラブ語学、一橋大学名誉教授、木村彰一賞
- 長野泰彦（フランス語） - 言語学、総合研究大学院大学理事・副学長、国立民族学博物館名誉教授
- 中村信幸（中国語） - 中国語学、杏林大学教授、松雲寺住職
- 中山俊秀（英米語） - ヌートカ語学、東京外国語大学教授・副学長
- 成田節（大学院） - ドイツ語学、東京外国語大学教授
- 温品廉三（モンゴル語） - モンゴル語学、東京外国語大学講師
- 野田時寛 - 日本語学、中央大学教授
- 野田春美（フランス語） - 言語学、神戸学院大学教授
- 野間秀樹（朝鮮語）- 朝鮮語学・日韓対照言語学、元東京外国語大学大学院教授、明治学院大学客員教授、アジア・太平洋賞大賞
- 野村二郎（フランス語） - フランス語学、筑波大学名誉教授
- 萩田博（印パ語） - ウルドゥー語学、東京外国語大学准教授
- 橋本修（英語） - 英語学、明治大学名誉教授
- 馬場彰（英米語） - 英語学、東京外国語大学名誉教授、元理事・副学長
- 花薗悟（日本語） - 日本語学、東京外国語大学准教授
- 早津惠美子（大学院） - 日本語学、東京外国語大学教授、新村出賞
- 原誠（スペイン語） - スペイン語学、東京外国語大学名誉教授
- 匹田剛（ロシア語） - ロシア語学、東京外国語大学教授
- 東信行（英米語） - 英語学、東京外国語大学名誉教授
- 平高史也（ドイツ語） - 社会言語学、慶應義塾大学名誉教授、日本独文学会会長、義塾賞
- 藤縄康弘（ドイツ語） - ドイツ語学、東京外国語大学教授
- 船田秀佳（中国語） - 英語学、名城大学人間学部教授
- 降幡正志 - インドネシア語、東京外国語大学教授
- 星井牧子（ドイツ語） - ドイツ語学、早稲田大学教授
- 細江逸記（英語）- 英語学、大阪商科大学教授
- 堀田隆一（英語） - 英語史、慶應義塾大学教授、近代英語協会優秀学術奨励賞
- 益子幸江（フランス語） - 音声学、東京外国語大学教授
- 丸尾誠（中国語） - 中国語学、名古屋大学教授
- 箕浦信勝（ロシア語） - 言語学、東京外国語大学准教授
- 望月圭子（中国語） - 外国語教育、東京外国語大学教授
- 村崎恭子（モンゴル語） - アイヌ語、横浜国立大学名誉教授、金田一賞受賞
- 柳澤絵美（大学院）- 日本語学・日本語教育学、明治大学国際日本学部特任講師
- 山下美知子（インドシナ語）- フィリピン諸語研究、元東京外国語大学准教授
- 坂田貞二（インド・パーキスターン語） - ヒンドゥー語、拓殖大学名誉教授
- 矢島文夫 - アラビア語学、京都産業大学教授
- 町田和彦（印パ語）- ヒンディー語学、東京外国語大学名誉教授
- 三宅登之 - 中国語学、東京外国語大学教授
- 安田一郎（英米語） - 英語学、成城大学名誉教授
- 山中桂一（英米語） - 言語学、東京大学名誉教授
- 山田和男（英語） - 英語学、一橋大学名誉教授
- 山田隆（大学院） - ロシア語、札幌大学教授
- 山本真司（イタリア語） - イタリア語学、東京外国語大学教授
- 吉枝聡子（ペルシア語） - ペルシア語学、東京外国語大学准教授
- 米田信子（大学院） - バントゥ諸語学、大阪大学教授
- 和田朋子（英米語） - 英語教育学、工学院大学准教授

#### 教育学者
- ウィチャイ・ピァンヌコチョン（日本語）- タイ語教授法、元東京外国語大学客員教授
- 大村喜吉（英語） - 教育史、埼玉大学名誉教授、毎日出版文化賞
- 金井由允（英米語） - 教育学、群馬大学教授
- 川野辺敏（ロシア語） - 教育学、国立教育政策研究所生涯学習研究部長、星槎大学副学長
- 齋藤直子（英米語） - 教育哲学、京都大学教授、アメリカ哲学フォーラム会長
- 田島信元（ロシア語） - 教育心理学、東京外国語大学名誉教授、元白百合女子大学文学部教授
- 根岸雅史（英米語） - 英語教育学、東京外国語大学教授
- 森田俊男（ドイツ語） - 平和教育、国民教育研究所所長
- 若林俊輔（英米語） - 英語教育学、東京外国語大学名誉教授

#### 社会学者
- 青山弘之（アラビア語） - アラブ地域研究、東京外国語大学教授
- 伊藤昌亮（ドイツ語） - 社会学、情報学、成蹊大学教授
- 稲葉奈々子（フランス語） - 社会学、上智大学教授、反貧困ネットワーク常務理事
- 柿崎一郎（大学院） - タイ地域研究・交通史、横浜市立大学教授
- 梶谷素久（英語） - 社会学、名城大学教授、暁烏賞
- 桂敬一（フランス語） - 社会情報学、東京大学教授、日本ジャーナリスト会議代表委員
- 小浪充（英米語） - 地域研究（アメリカ・カナダ）、東京外国語大学名誉教授
- 桜井哲夫（フランス語） - 評論家、東京経済大学名誉教授、僧侶
- 佐々木陽子（ドイツ語） - ジェンダー論、鹿児島国際大学教授
- 須藤廣（英米語） - 社会学、法政大学教授
- 丹羽泉（朝鮮語） - 宗教学、東京外国語大学教授
- 尹慧瑛（朝鮮語）- エスニシティ論、同志社大学教授
- 角田安正（大学院） - ロシア地域研究、防衛大学校教授
- 服部倫卓（ロシア語） - 旧ソ連地域研究、ロシアNIS貿易会・ロシアNIS経済研究所副所長

#### 政治学者・国際政治学者
- 秋野有紀（大学院） - 政治学者、早稲田大学教育学部教授
- 飯田敬輔（英米語） - 国際政治学者、東京大学大学院法学政治学研究科教授、日本国際政治学会理事長
- 井尻秀憲（中国語） - 国際政治学者、東京外国語大学名誉教授
- 臼杵陽（アラビア語） - 中東政治学者、日本女子大学文学部教授
- 加藤一夫（ロシア語） - 国際関係論、静岡福祉大学名誉教授
- 木戸衛一（ドイツ語） - 大阪大学大学院国際公共政策研究科教授
- 上坂昇 - アメリカ研究、桜美林大学名誉教授
- 興梠一郎（大学院） - 神田外語大学外国語学部教授、外務省国際情報局専門分析員
- 小泉康一（インドシナ語） - 国際政治学、大東文化大学教授
- 五島文雄（大学院） - 国際関係論、静岡県立大学教授
- 小針進（朝鮮語） - 国際政治学・北東アジア地域研究、静岡県立大学教授、現代韓国朝鮮学会会長
- 坂井一成（フランス語） - 国際政治学・フランス地域研究、神戸大学教授
- 佐藤美奈子（中国語） - 社会思想史、東京女子大学丸山眞男文庫・元東京大学大学院法学政治学研究科助手
- 志水速雄（ロシア語） - ロシア政治史、元東京外国語大学教授
- 清水敏行（ドイツ語） - 韓国政治史、札幌学院大学法学部教授
- 鈴木一敏（スペイン語）- 国際政治学、上智大学総合グローバル学部教授、大平正芳記念賞
- 諏訪一幸（中国語）- 国際政治学、静岡県立大学教授
- 滝田賢治（英米語） - アメリカ外交史、中央大学法学部名誉教授
- 武内進一（フランス語） - 国際政治学、東京外国語大学教授・元アジア経済研究所上席主任調査研究員、サントリー学芸賞
- 田中浩一郎（ペルシア語） - 慶應義塾大学総合政策学部教授、日本エネルギー経済研究所理事兼中東研究センター長、国際連合アフガニスタン特別ミッション政務官
- 中嶋嶺雄（中国語） - 元国際教養大学理事長・学長、東京外国語大学名誉教授・元学長
- 中見立夫（モンゴル語） - 東アジア外交史、東京外国語大学名誉教授、モンゴル国北極星勲章
- 平岩俊司（朝鮮語） - 国際政治学、南山大学教授
- 藤井一行（ロシア語） - ロシア政治思想史、富山大学名誉教授
- 村上勇介 （スペイン語）- ラテンアメリカ地域研究、京都大学東南アジア地域研究研究所教授、地域研究コンソーシアム事務局長、発展途上国研究奨励賞
- 矢野久美子（大学院）- ドイツ政治文化論、フェリス女学院大学教授
- 渡邊啓貴（フランス語）- 国際関係論・ヨーロッパ国際関係論・フランス政治外交論、帝京大学教授・東京外国語大学名誉教授・元駐フランス公使
- 桃井真(英語）-桃井かおりの父。国際政治評論家・軍事アナリスト。陸軍中野学校出身。防衛庁防衛研修所（のち防衛研究所）ハーバード大学派遣

#### 経済学者・経営学者
- 荒井一博（英米語） - ミクロ経済学、一橋大学名誉教授
- 大津定美（ロシア語） - ロシア経済論、神戸大学名誉教授、元比較経済体制学会代表幹事、サントリー学芸賞
- 加瀬公夫（スペイン語） - 経営学、IESE経営大学院教授、北京師範大学教授、元国際大学学長
- 加藤勝康（ロシア語） - 経営学、東北大学名誉教授、青森公立大学学長、元経営学史学会理事長
- 斉藤日出治（印パ語） - 社会経済学、大阪産業大学名誉教授
- 澤田ゆかり（中国語） - 社会経済学、東京外国語大学教授
- 杉野文俊（ドイツ語） - 保険学、元専修大学教授
- 武上幸之助 - 経済学、拓殖大学教授
- 田中宏（中国語） - 経済史、一橋大学名誉教授、東京弁護士会人権賞、日本平和学会平和研究奨励賞
- 田畑理一（ロシア語） - 比較経済体制、大阪経済法科大学学長・大阪市立大学名誉教授、元比較経済体制学会代表幹事
- 富山栄子（ロシア語） - 事業創造大学院大学副学長、日本精機取締役。
- 中川十郎（イタリア語） - 経営学、元東京経済大学教授、日本ビジネスインテリジェンス協会会長
- 中村達也（ロシア語） - 社会経済学、中央大学名誉教授
- 西沢利郎（スペイン語） - アジア経済、東京大学教授、外務大臣表彰
- 三宅輝幸 - 国際金融、和光大学名誉教授
- 望月宏（インド語） - 専修大学教授
- 遊川和郎（中国語） - 中国学、亜細亜大学教授・元北海道大学教授
- 渡会勝義（イタリア語） - 経済学史、早稲田大学名誉教授

#### 文学者・文学研究者
- 会田由（スペイン語） - スペイン文学、東京外国語大学名誉教授
- 芦川進一（フランス語） - ドストエフスキー研究者、河合塾英語科専任講師。河合文化教育研究所研究員
- 麻田豊（印パ語）- インド・イスラーム文化研究者、元東京外国語大学准教授
- 阿部賢一 - チェコ文学、東京大学准教授、日本翻訳大賞
- 阿部幸夫（中国語） - 中国文学、実践女子大学教授
- 荒牧鉄雄 - 英文学、青山学院女子短期大学名誉教授
- 安藤一郎（英米語） - 英文学、東京外国語大学教授、詩人、日本詩人会会長
- 井汲越次（ドイツ語）- ドイツ文学、大阪府立大学教授
- 石井正之助（英語） - 英文学、東京学芸大学名誉教授
- 石川湧（フランス語） - フランス文学、東京学芸大学名誉教授
- 石山正三（ロシア語） - ロシア文学、東京外国語大学名誉教授
- 飯田規和（ロシア語） - 元東京外国語大学教授・元県立新潟女子短期大学学長
- 池内紀 - ドイツ文学、エッセイスト、元東京大学文学部教授
- 池上貞子（中国語） - 中国文学、跡見学園女子大学名誉教授
- 岩崎純孝（イタリア語） - イタリア文学
- 岩田一男（英語） - 英文学、一橋大学教授
- 磯谷孝（ロシア語） - ロシア文学、東京外国語大学名誉教授
- 井上泰山（中国語） - 中国文学、関西大学教授
- 岩城雄次郎（タイ語） - タイ文学者、元産業能率短期大学教授
- 牛島信明（スペイン語） - スペイン文学、東京外国語大学名誉教授、BABEL国際翻訳大賞
- 内田吉彦（スペイン語） - スペイン文学、フェリス女学院大学名誉教授、会田由賞
- 宇戸清治（大学院） - タイ文学、東京外国語大学名誉教授
- 大島正（スペイン語） - スペイン文学、同志社大学教授、日本翻訳文化賞
- 岡田和行（モンゴル語） - モンゴル近現代文学、東京外国語大学教授、モンゴル国北極星勲章
- 岡田知子（大学院） - カンボジア文学、東京外国語大学准教授、日本翻訳出版文化賞
- 岡真理（アラビア語） - 現代アラブ文学、フェミニズム思想研究、京都大学名誉教授、早稲田大学教授
- 押川典昭（インドネシア語） - インドネシア文学研究、インドネシア文学翻訳、大東文化大学副学長・前国際関係学部長
- 海江田進（英語） - 英文学、東京都立大学名誉教授
- 小沢政雄（ロシア語） - ロシア文学、上智大学名誉教授
- 柏熊達生（イタリア語） - イタリア文学、元東京外国語大学教授
- 加藤栄（インドシナ語） - ベトナム文学、大東文化大学准教授
- 金子幸彦（ロシア語） - ロシア文学、一橋大学名誉教授
- 亀山郁夫（ロシア語）- ロシア文化論、東京外国語大学名誉教授・元学長、名古屋外国語大学学長
- 川口健一（インドシナ語） - ベトナム文学、東京外国語大学名誉教授
- 川口恵子（英米語） - 比較文化研究、東京大学学術研究員
- 河島英昭（イタリア語） - イタリア文学、東京外国語大学名誉教授、読売文学賞、BABEL国際翻訳大賞
- 川島郁夫（中国語） - 中国文学、東京外国語大学教授
- 北山克彦（英米語） - アメリカ文学、立教大学名誉教授
- 木村浩（ロシア語）- ロシア文化論、文学翻訳、トルストイ、ソルジェニーツィンの翻訳、元静岡県立大学教授
- 霧生和夫（フランス語） - フランス文学、埼玉大学名誉教授
- 工藤正廣（大学院） - ロシア文学、北海道大学名誉教授、北海道立文学館理事長、小熊秀雄賞
- 熊沢復六（ロシア語） - ロシア文学、愛知大学教授
- 熊田泰章（ドイツ語） - 文学理論、元法政大学常務理事・副学長、元日本国際文化学会会長
- 桑名一博（スペイン語） - スペイン文学、東京外国語大学教授、会田由賞
- 桑野隆（ロシア語） - ロシア文学翻訳、表象文化論、元東京大学教授、早稲田大学教授
- 倉田清（フランス語） - フランス文学、神奈川大学名誉教授
- 河野一郎（英米語） - 英文学、東京外国語大学名誉教授、旺文社児童文学翻訳賞
- 鴻野わか菜（ロシア語） - ロシア文学、早稲田大学教授、日本ロシア文学会奨励賞
- 小林二男（中国語） - 中国文学、東京外国語大学名誉教授
- 近藤直子（英米語） - 中国文学、日本大学教授
- 坂内徳明（ロシア語）- ロシア民俗学　一橋大学名誉教授・元副学長
- 坂本鉄男（イタリア語） - イタリア文学、ナポリ東洋大学教授、イタリア共和国功労勲章、マルコ・ポーロ賞
- 櫻庭ゆみ子（中国語） - 中国文学、慶應義塾大学教授
- 佐々木あや乃（ペルシア語） - ペルシア古典文学、東京外国語大学准教授
- 佐々木彰 - ロシア文学、東京工業大学教授
- 左近毅（ロシア語） - ロシア思想、大阪市立大学名誉教授、元日本スラブ東欧学会理事長
- 竹山博英（大学院） - イタリア文学、立命館大学名誉教授、マルコ・ポーロ賞
- 澤井繁男（イタリア語）- イタリアルネサンス文学、関西大学教授、地中海学会ヘレンド賞
- 重松宗育（英米語） - 英米文学、静岡大学教授、僧侶
- 渋沢孝輔（フランス語） - フランス文学、詩人、明治大学教授、藤村記念歴程賞、高見順賞、萩原朔太郎賞
- 染谷茂（ロシア語）- ロシア文学、上智大学名誉教授
- 志村正雄（英米語） - アメリカ文学、東京外国語大学名誉教授
- 白崎容子（イタリア語） - イタリア文学、慶應義塾大学教授、須賀敦子翻訳賞
- 杉山晃（スペイン語） - ラテンアメリカ文学、清泉女子大学学長
- 園部四郎（ロシア語） - ロシア・ソ連文化研究、日ソ協会理事
- 大東俊一（フランス語） - 英文学、人間総合科学大学教授
- 高田和文（イタリア語） - イタリア演劇、静岡文化芸術大学名誉教授、ローマ日本文化会館館長、イタリア学会会長、湯浅芳子賞
- 高橋正武 - スペイン文学、神戸市外国語大学名誉教授、イサベル・ラ・カトリカ勲章（英語版）
- 高見英一（スペイン語） - スペイン文学、法政大学名誉教授
- 高村智（フランス語） - フランス文学、東京都立大学教授
- 竹村文彦（スペイン語） - スペイン文学、東京大学教授
- 田尻三千夫（ドイツ語） - ドイツ文学、東京大学教授
- 武田千香（ブラジル・ポルトガル語） - ブラジル文学、東京外国語大学教授
- 龍口直太郎（英語） - アメリカ文学、早稲田大学名誉教授
- 田畑佐和子（中国語） - 中国文学、元岩波書店編集者
- 千種堅（ロシア語） - イタリア文学者、愛知大学教授、四柱推命研究家、作家、マルコ・ポーロ賞
- 長璋吉（朝鮮語） - 朝鮮文学、東京外国語大学講師
- 筒井真樹子（朝鮮語） - 韓国文学、翻訳家
- 堤康徳（大学院） - 近現代イタリア文学
- 寺地五一 - 翻訳家、元東京経済大学全学共通教育センター長
- 長南実 - スペイン文学、東京外国語大学教授
- 鼓直（イスパニヤ語） - ラテンアメリカ文学、法政大学名誉教授
- 東郷正延（ロシア語） - ロシア文学、東京外国語大学名誉教授、東京ロシア語学院院長、日本ロシア文学会会長
- 永井順（フランス語） - フランス文学、東京外国語大学名誉教授
- 永田寛定（スペイン語） - スペイン文学、東京外国語大学教授
- 中野康司 - イギリス文学、青山学院大学教授、元東京都立大学教授
- 中村隆之（大学院） - フランス文学、早稲田大学准教授
- 中村白葉（ロシア語） - ロシア文学、翻訳家、日本芸術院賞
- 中本信幸（ロシア語） - ロシア文学、神奈川大学名誉教授
- 中矢一義（英米語） - 芸能史、慶應義塾大学名誉教授
- 中村融（ロシア語） - ロシア文学、明治大学教授
- 西口拓子（ドイツ語） - ドイツ文学、早稲田大学教授、日本児童文学学会特別賞
- 丹羽京子（ヒンディー語） - ベンガル文学、東京外国語大学准教授
- 丹羽隆子（大学院） - 英文学、東京海洋大学名誉教授
- 奴田原睦明（アラビア語） - アラビア文学、東京外国語大学名誉教授
- 沼野恭子（ロシア語） - ロシア文学論、東京外国語大学大学院教授、沼野充義東京大学教授の妻
- 野島秀勝 - 英文学者、文芸評論家、お茶の水女子大学名誉教授、亀井勝一郎賞
- 野谷文昭（スペイン語）- ラテンアメリカ文学研究、ラテンアメリカ文学翻訳、東京大学名誉教授、日本イスパニヤ学会会長
- 野々山真輝帆 - スペイン文学、筑波大学名誉教授、毎日出版文化賞、イサベルカトリック女王勲章
- 林修（フランス語） - フランス文学、福島大学教授
- 林和宏（イタリア語） - イタリア文学、元東京外国語大学准教授、元サッカー日本代表
- 原卓也（ロシア語） - ロシア文学翻訳、元東京外国語大学学長
- 原久一郎（ロシア語） - ロシア文学翻訳、トルストイ全集の翻訳
- 原求作（大学院） - ロシア文学、上智大学教授
- 平子義雄（ドイツ語） - ドイツ文学、東京大学教授
- 福嶋伸洋（大学院） - ブラジル文学、共立女子大学准教授
- 藤井守男 - ペルシア文学、東京外国語大学教授
- 藤代幸一（ドイツ語） - 中世ドイツ文学、東京都立大学名誉教授
- 保坂高殿 - 西洋古典学、千葉大学教授、日本学士院賞
- 堀内勝（アラビア語） - アラブ文学、中部大学名誉教授、サントリー学芸賞
- 本田誠二（スペイン語） - スペイン文学、神田外語大学教授、日本翻訳出版文化賞
- 前田和泉（ロシア語） - ロシア文学、東京外国語大学准教授
- 馬上義太郎 - ロシア・ソビエト文学
- 松本啓（英米語） - 英文学、中央大学名誉教授
- 丸川誠司（フランス語） - フランス文学、早稲田大学教授
- 三浦逸雄（中退） - イタリア文学
- 水野善文（印パ語） - インド文学、東京外国語大学教授
- 水林章（フランス語） - フランス文学、上智大学教授、芸術文化勲章
- 皆川三郎（英語） - 英語学、明治学院大学教授
- 武藤脩二（英米語） - アメリカ文学、中央大学名誉教授、日本翻訳文化賞
- 村田真一（ロシア語） - ロシア演劇、上智大学外国語学部教授、日本スラヴィスト協会会長、プーシキン・メダル
- 森田稔（ロシア語） - ロシア音楽、宮城教育大学名誉教授
- 八木敏雄（英米語） - 英文学、成城大学名誉教授
- 安岡治子（スラブ語） - ロシア文学、東京大学名誉教授
- 柳原孝敦（スペイン語）- スペイン語文学、東京大学大学院人文社会系研究科教授・元東京外国語大学教授
- 山内義雄（フランス語） - フランス文学者、日本芸術院会員、元早稲田大学・白百合短期大学教授
- 山本薫（アラビア語）- アラブ文学者、慶応義塾大学講師・元東京外国語大学大学院助教
- 除村吉太郎（ロシア語） - ロシア文学、東京外国語学校教授、日ソ学院院長
- 吉田誠一（英米語） - 元横浜市立大学教授
- 米川哲夫（ロシア語） - ロシア文学、東京大学名誉教授
- 米川正夫（ロシア語） - ロシア文学翻訳、ドストエフスキー全集の翻訳、元早稲田大学文学部教授
- 和久利誓一 - ロシア文学、東京外国語大学名誉教授
- 度会好一（英米語） - 英文学、法政大学名誉教授

#### 天文学者
- 近藤陽次 - 天体物理学、SF作家
- 寺尾寿（フランス語） - 元東京帝国大学教授、東京天文台（現国立天文台）初代台長

#### 法学者
- 植松正（フランス語） - 刑法学者、一橋大学名誉教授
- 立石孝夫（イタリア語） - 国際取引法、富山大学教授
- 富井政章（フランス語） - 民法学者、東京帝国大学教授、京都法政学校初代校長
- 中川敏宏（朝鮮語） - 民法学者、専修大学教授

#### 文化人類学者・民俗学者
- 石橋純（スペイン語） - 東京大学教授
- 桑山敬己（英米語） - 関西学院大学教授
- 崎山理（フランス語） - 国立民族学博物館名誉教授
- 堀内正樹（アラビア語） - 成蹊大学教授、田辺尚雄賞
- 松園万亀雄（ロシア語）- 国立民族学博物館名誉教授・前館長

#### 歴史学者
- 安藤更生 - 美術史、早稲田大学教授
- 石井米雄（タイ語中退） - タイ研究、京都大学名誉教授、前神田外語大学長、前大学共同利用機関法人人間文化研究機構機構長
- 石田勇治（ドイツ語）- ドイツ現代史、東京大学大学院総合文化研究科教授
- 今井昭夫 - ベトナム近現代史、東京外国語大学教授
- 臼井佐知子 - 中国近現代史、明清史、東京外国語大学名誉教授
- 大久保教宏（スペイン語） - ラテンアメリカ史、慶應義塾大学教授、義塾賞
- 尾形希和子（大学院） - 西洋美術史、沖縄県立芸術大学教授
- 岡本良知（ポルトガル語） - 日欧交渉史、亜細亜大学教授
- 遅野井茂雄 - ラテンアメリカ史学者、筑波大学名誉教授
- 帯谷知可（ロシア語） - 中央アジア史・地域研究、京都大学東南アジア地域研究研究所教授、元地域研究コンソーシアム事務局長
- 蒲生礼一 - イスラーム学、東京外国語大学名誉教授
- 川島真（中国語） - 中国外交史、東京大学大学院総合文化研究科教授、元日本現代中国学会理事長、サントリー学芸賞
- 川添裕（英米語） - 日本文化史家、芸能研究者、横浜国立大学名誉教授
- 川本邦衛（中国語） - ベトナム研究、慶應義塾大学名誉教授
- 金七紀男（ポルトガル語・ブラジル語） - 東京外国語大学名誉教授、元天理大学教授
- 工藤光一（フランス語） - フランス近代史、元東京外国語大学教授
- 国本伊代（スペイン語） - ラテンアメリカ近現代史、中央大学名誉教授
- 古賀十二郎 - 長崎学の先駆者
- 後藤政子（スペイン語） - ラテンアメリカ現代史、神奈川大学名誉教授
- 後藤雄介（スペイン語） - ラテンアメリカ思想文化史、早稲田大学教育・総合科学学術院教授
- 清水廣一郎（イタリア語） - イタリア史、元一橋大学経済学部教授、サントリー学芸賞
- 清水透（スペイン語） - ラテンアメリカ社会史、慶應義塾大学名誉教授
- 鈴木茂（ポルトガル・ブラジル語） - ブラジル近現代史、東京外国語大学教授、歴史学研究会編集長
- 立石博高 - スペイン近代史。東京外国語大学学長
- 月脚達彦（朝鮮語） - 朝鮮近代史、東京大学大学院総合文化研究科教授
- 友常勉（大学院） - 近代日本思想史、東京外国語大学教授
- 中村平治（インド語） - インド史、東京外国語大学名誉教授
- 内藤雅雄（印パ語） - インド史、東京外国語大学名誉教授
- 縫田清二（フランス語） - 社会思想史、横浜国立大学名誉教授、 カンボジア政府文化功労賞
- 早川二郎（ロシア語） - 日本史
- 藤井毅（印パ語） - 南アジア近現代史、東京外国語大学教授
- 二木博史（モンゴル語） - モンゴル史、東京外国語大学名誉教授、モンゴル国北極星勲章
- 前嶋信次（フランス語） - イスラーム史学者、慶應義塾大学名誉教授
- 松浦寿夫（フランス語） - フランス美術史、東京外国語大学教授
- 松田康博（大学院） - アジア政治外交史研究、安全保障論、東京大学東洋文化研究所教授、中曽根康弘賞優秀賞
- 森安達也 - スラヴ文化史、東京大学教授
- 山西龍郎（ドイツ語）　- 思想史、東京都市大学教授、元日本ホルン協会副会長、元日本コルネット協会会長、芸術選奨新人賞
- 尹明淑（日本語） - 日本近現代史、忠南大学校国家戦略研究所主任研究員、中国慰安婦問題研究センター客員研究員
- 横山和加子（スペイン語） - ラテンアメリカ史、慶應義塾大学名誉教授
- 渡辺克義（ロシア語） - ポーランド史、山口県立大学教授

#### その他
- 阿部美哉 - 宗教学、國學院大学学長
- 池内信行 - 経営学、元関西学院大学経済学部長
- 石塚省二（モンゴル語） - 哲学、東京情報大学教授
- 一柳富美子 - 音楽学、昭和音楽大学講師
- 岩川友太郎 - 動物学、女子高等師範学校名誉教授
- 内田詮三（インドネシア語） - 沖縄美ら海水族館館長、農学博士、元沖縄記念公園水族館館長
- 大槻喬（ドイツ語） - 電気工学、東京工業大学名誉教授、元電気学会会長
- 岡倉天心 - 画家、美術思想家、前東京美術学校校長
- 加賀谷寛（ヒンドスタニー語） - イスラーム研究、大阪外国語大学名誉教授、三笠宮オリエント学術賞
- 北條賢三 - 僧侶、大正大学名誉教授
- 木内伸嘉（アラビア語） - 旧約聖書学、東京基督教大学教授、日本長老教会府中西原キリスト教会牧師
- 金城朝永 - 沖縄研究
- 黒川知文（ロシア語） - 愛知教育大学教授、聖書キリスト教会牧師
- 上坂昇 - アメリカ研究、桜美林大学名誉教授
- 坂本真樹 - 人工知能学、電気通信大学副学長
- 佐藤研（フランス語） - 宗教学、立教大学教授
- 澁谷司（大学院・中国語） - 拓殖大学海外事情研究所教授、附属華僑研究センター長
- 武田久吉 - 植物学、日本山岳協会会長、日本自然保護協会会長、秩父宮記念学術賞
- 田中忠治（タイ語） - 富山国際大学学長、東京外国語大学名誉教授
- 谷川多佳子（フランス語） - 哲学、筑波大学名誉教授
- 遠山顕（英米語） - 英語講師、元テンプル大学ジャパン客員教授
- 波多野宏之（フランス語） - 博物館学、駿河台大学教授、日仏図書館情報学会会長
- 原田豊吉（フランス語） - 地質学、東京帝国大学教授
- 深澤英隆（印パ語） - 宗教学、一橋大学教授
- 藤野幸雄（ロシア語） - 図書館学、図書館情報大学名誉教授・元副学長
- 舩田クラーセンさやか（ポルトガル語） - アフリカ（モザンビーク）地域研究・平和構築学、元東京外国語大学准教授
- 前川輝光（大学院） - 宗教学、亜細亜大学教授、中村元賞
- 松田忠徳（大学院） - 温泉学、札幌国際大学観光学部教授
- 港道隆 - 哲学、甲南大学名誉教授
- 小林高徳（インド・パキスタン語） - 東京基督教大学学長
- 八木久美子（アラビア語） - 宗教学、東京外国語大学教授
- 山岡光太郎（ロシア語） - イスラム研究
- 大和英成（ドイツ語） - 地理学、駒澤大学教授

### 報道

#### ジャーナリスト
- 池田林儀 - 京城日報副社長、報知新聞社編集局長
- 伊藤正（中国語） - 産経新聞中国総局長兼論説委員、元共同通信社論説委員長、同北京支局長、日本記者クラブ賞受賞
- 大貫康雄（ドイツ語） - NHKヨーロッパ総局長、ドイツ連邦共和国功労文化章小綬章受賞
- 園田矢（中国語・1965） - NHK解説委員・アメリカ総局長・北京支局長、新日中友好21世紀委員会日本側委員、東海大学教授
- 江口義孝（スペイン語） - NHKグローバルメディアサービスバイリンガルセンター長、元NHK解説主幹、日本放送協会会長賞受賞
- 加藤青延（中国語）　- NHK解説主幹、NHK中国総局長、ギャラクシー賞優秀賞
- 角英夫（スペイン語） - NHK専務理事、NHKスペシャル事務局長、放送衛星システム社長
- 前田義徳（イタリア語） - NHK第10代会長、ジャーナリスト、元朝日新聞記者
- 小林和男（ロシア語・1962）- NHK解説主幹、モスクワ支局長、菊池寛賞、ギャラクシー個人賞
- 太勇次郎（インド・パーキスターン語） - NHKニューデリー支局長、ボーン・上田記念国際記者賞
- 堀内敏宏（英米語） - 元NHK解説主幹、元小平市教育委員長
- 渡辺光一（印パ語） - 元NHKモスクワ支局長
- 会田弘継（英米語） - 共同通信社論説委員長・特別編集委員
- 伊藤力司（フランス語） - 共同通信社論説副委員長
- 藤田博司（英米語） - 共同通信社論説副委員長、上智大学教授
- 南龍太 - 共同通信社記者
- 向一陽 - 共同通信社論説委員兼編集委員、探検家
- 山田侑平（中国語） - 共同通信社ブリュッセル支局長、人間総合科学大学名誉教授
- 名越健郎（ロシア語） - 時事通信社解説委員、前外信部長兼論説委員、名越二荒之助の長男
- 中澤孝之（ロシア語） - 時事通信社外信部長、長岡大学教授
- 蓮見博昭 - 時事通信社出版局長、恵泉女学園大学教授
- 皆藤幸蔵 - 時事通信外信部長、翻訳家
- 大原進（英米語） - 日本経済新聞アメリカ社長
- 松尾博文（アラビア語） - 日本経済新聞論説委員兼編集委員
- 鈴木文四郎（英語） - 元朝日新聞社常務取締役、緑風会参議院議員
- 加藤千洋（中国語・1972） - 朝日新聞編集委員、『報道ステーション』コメンテーター、同志社大学教授
- 小林一喜 - 朝日新聞編集委員、『ニュースステーション』コメンテーター
- 丸山静雄 - 朝日新聞論説委員、平和・民主・革新の日本をめざす全国の会世話人
- 向江龍治（スペイン語） - 朝日新聞リサーチャー、佐藤栄作賞優秀賞
- 田所竹彦（中国語） - 朝日新聞論説副主幹、『ニュースステーション』コメンテーター、宇都宮大学教授
- 松井やより（英米語） - 朝日新聞編集委員
- 浅井信雄（ヒンディー語） - 読売新聞ワシントン支局長、神戸市外国語大学国際関係学科教授
- 戸張東夫（中国語） - 読売新聞香港特派員、産業能率大学教授
- 濱本良一（中国語） - 読売新聞論説委員、読売新聞中国総局長、国際教養大学教授
- 山崎功（イタリア語） - 読売新聞論説委員
- 細川忠雄（フランス語） - 読売新聞論説委員
- 長井好弘 - 読売新聞編集委員、演芸評論家
- 森本良男（ロシア語） - 読売新聞外報部長、桃山学院大学教授
- 丹藤佳紀（中国語） - 読売新聞編集委員、東洋大学教授、日中友好協会参与
- 金子秀敏（中国語） - 毎日新聞専門編集委員
- 飯島一孝（ロシア語） - 毎日新聞紙面審査委員長、編集委員、モスクワ支局長
- 西川恵（中国語）- 毎日新聞専門編集委員、サントリー学芸賞、フランス国家功労勲章
- 辻康吾（中国語） - 毎日新聞北京支局長、獨協大学教授、中華食文化研究センター代表
- 中野謙二（中国語） - 毎日新聞論説委員、東海大学教授
- 森正蔵（ロシア語） - 毎日新聞取締役論説委員長
- 斎藤勉 - 産経新聞副社長
- 柴田穂 - 産経新聞論説委員長
- 相馬勝（中国語） - 元産経新聞社記者、小学館ノンフィクション大賞優秀賞
- 茂森唯士 - 産経新聞論説委員、世界動態研究所所長
- 田畑光永（中国語） - TBS北京支局長、神奈川大学教授
- しまねきよし（フランス語） - 思想の科学編集長
- 戸部実之（英米語） - 語学書ライター、東海大学教授
- 花田紀凱（英米語） - 編集者、週刊文春、編集会議などの編集長を歴任
- 小西克哉（フランス語） - 同時通訳者、国際ジャーナリスト
- 荒井香織（ポルトガル語） - フリーライター
- 生駒芳子 - ファッションジャーナリスト、内閣府消費者委員会委員
- 内田洋子（イタリア語） - ジャーナリスト、日本エッセイスト・クラブ賞、講談社エッセイ賞
- 枝川公一 - 評論家、ノンフィクション作家、翻訳家
- おおたとしまさ（英米語 - 教育・育児ジャーナリスト
- 小池亮一 - ルポライター、ノンフィクション作家
- 佐瀬稔（英米語中退） - ノンフィクション作家、日本推理作家協会賞
- 竹中労（ロシア語） - ルポライター
- 西森マリー - ジャーナリスト
- 山中央（英米語） - ジャーナリスト
- 村井弦斎（ロシア語） - ジャーナリスト
- 有本香 - ジャーナリスト
- 風樹茂（スペイン語） - 作家
- 茅沢勤（中国語） - フリージャーナリスト
- 高井潔司（中国語） - 北海道大学名誉教授、元読売新聞論説委員
- 長田美穂（中国語） - フリージャーナリスト、元日本経済新聞記者
- 西尾漠（ドイツ語中退） - ジャーナリスト、原子力資料情報室共同代表
- むのたけじ（スペイン語） - ジャーナリスト、元朝日新聞中国特派員
- 村上リコ - ライター、翻訳家
- 諸星清佳（中国語）- フリージャーナリスト、 元北海道新聞記者

### 文学
- 愛甲恵子（ペルシア語） - 翻訳家
- 安達茉莉子（英語） - 作家
- 天野頌子（ドイツ語） - 推理作家
- アンドウ・ゼンパチ（ポルトガル語） - 著述家
- 池上正治 - 作家、翻訳家、日本翻訳家協会理事
- 井鯉こま - 小説家、太宰治賞
- 石川美南 - 歌人
- 井上一馬（フランス語） - エッセイスト、翻訳家
- 井上勇（フランス語） - 翻訳家
- 石川淳（フランス語・1920） - 小説家、翻訳家、芥川賞、日本芸術院賞、芸術選奨
- 石原吉郎（ドイツ語・1934） - 詩人、エッセイスト　　H氏賞
- 泉典子（大学院） - 翻訳家
- 伊東守男（フランス語） - フランス文学翻訳家
- 岩田宏（ロシア語中退） - 詩人、作家、翻訳家
- 岩松了（ロシア語中退） - 劇作家、演出家、総武警察署時効管理課課長
- 岩本正恵（英米語） - 翻訳家
- 上田敏雄（フランス語） - 詩人
- 上前淳一郎（英語） - ノンフィクション作家、大宅壮一ノンフィクション賞受賞、元朝日新聞記者
- 大岡玲 - 小説家、東京経済大学教授、芥川賞受賞
- 大崎正二（フランス語） - 翻訳家
- 岡本隆三（中国語） - 作家、元横浜国立大学助教授
- 小川尚克（ポルトガル語） - 翻訳家
- 岡達子（英米語） - 翻訳家
- 岡村多希子（ポルトガル・ブラジル語） - ポルトガル語学、東京外国語大学名誉教授
- 奥田祐士（英米語） - 翻訳家
- 小栗孝則（ドイツ語） - 詩人
- 緒川怜 - 小説家・推理作家、日本ミステリー文学大賞新人賞
- 小田嶽夫（中国語） - 小説家、芥川賞
- 片岡みい子（ロシア語） - 翻訳家、ライター
- 金光不二夫（ロシア語） - ロシア語翻訳家
- 北野道彦 - 文筆家
- 木下秀夫（英語） - 翻訳家
- 工藤順（ロシア語） - 翻訳家
- 熊谷千寿（英米語） - 翻訳家
- くぼたのぞみ - 翻訳家、詩人、読売文学賞受賞
- 近藤麻里子 -翻訳家
- 五味川純平（英語） - 小説家、菊池寛賞受賞
- 古波蔵保好（印語中退） - エッセイスト
- 嵯峨の屋おむろ（ロシア語） - 小説家、翻訳家、評論家、詩人
- 笹沢美明（ドイツ語） - 詩人、工学院大学教授
- 汐見薫（ドイツ語） - 小説家、北区 内田康夫ミステリー文学賞大賞、ダイヤモンド経済小説大賞優秀賞
- 塩谷太郎（ドイツ語） - 翻訳家
- 嶋田的浦 - 俳人
- 島田雅彦（ロシア語） - 小説家、法政大学教授、紫綬褒章
- 下飯坂菊馬（ロシア語） - シナリオ作家
- 神西清（ロシア語） - 翻訳家、小説家
- 杉岡幸徳（ドイツ語） - 著述家、東京読書会主宰
- 鈴木圭介（大学院） - 翻訳家
- 瀧澤美恵子（中国語中退） - 作家、芥川賞受賞
- 高須治輔 - 翻訳家
- 高橋知伽江（ロシア語） - 劇作家、翻訳家、読売演劇大賞優秀スタッフ賞
- 高橋秀実（モンゴル語） - ノンフィクション作家、小林秀雄賞
- 高松秀明 - 俳人、日本歌人クラブ賞
- 高見浩（マレー・オランダ語） - 翻訳家
- 滝田愛美（朝鮮語） - 小説家
- 棚橋志行（英米語） - 翻訳家
- 谷口桂子（イタリア語） - 俳人、作家
- 玉川一郎（フランス語） - 作家
- 竹内和世（スペイン語） - 翻訳家
- 田谷多枝子（タイ語） - 児童文学翻訳家、日本語教師
- 田丸公美子（イタリア語） - イタリア語会議通訳者、翻訳家、エッセイスト
- 寺尾善雄（中国語） - 作家
- 直井明（インド語） - 海外ミステリ研究家、日本推理作家協会賞
- 永井荷風 - 作家、随筆家、元慶應義塾大学教授
- 永井義男（印パ語） - 小説家、開高健賞
- 永島直昭（ロシア語） - 翻訳家
- 永田逸郎（フランス語） - 翻訳家、アフリカ問題研究家
- 永田龍雄（英語） - 舞踊批評家、歌人
- 中原中也（フランス語）- 詩人
- 中俣真知子 - 翻訳家、文筆家
- 中森ねむる（ロマンス系言語） - 小説家
- 中山エツコ - 翻訳家
- 成田名璃子（フランス語） - ライトノベル作家、電撃小説大賞、酒飲み書店員大賞
- 新美南吉（英語） - 児童文学作家
- 西川賢一（ドイツ語） - 翻訳家、レッシング翻訳賞
- 野口百合子（英米語） - 翻訳家
- 野中千恵子（英米語） - 翻訳家
- 橋本智保（朝鮮語） - 翻訳家
- 長谷川摂子 - 作家、長谷川宏の妻、坪田譲治文学賞、椋鳩十児童文学賞受賞
- 秦新二 - 英米文学翻訳家、シーボルト研究者、日本推理作家協会賞
- 原進一（フランス語） - 小説家、推理作家、ばらのまち福山ミステリー文学新人賞
- 伴野朗（中国語） - 小説家、朝日新聞社上海支局長、江戸川乱歩賞、日本推理作家協会賞受賞
- 菱山修三（フランス語） - 詩人、歴程創刊同人
- 秘田余四郎（フランス語） - 字幕翻訳家、翻訳家、小説家
- 福井研介（ロシア語） - 翻訳家、産経児童出版文化賞
- 福島正光（ロシア語） - 翻訳家、ライター、至誠堂取締役編集部長
- 藤富保男（モンゴル語） - 詩人
- 二葉亭四迷（ロシア語中退） - 小説家、翻訳家
- 袋一平（ロシア語） - 翻訳家、映画評論家
- 古沢太穂（ロシア語） - 俳人、多喜二・百合子賞受賞
- 細野豊（スペイン語） - 詩人、元日本詩人クラブ会長
- 保篠龍緒（フランス語） - 作家、翻訳家、アサヒグラフ編集長
- 前田純敬（フランス語） - 小説家
- 松島利行 - 映画評論家、毎日新聞映画担当記者
- 松村喜雄（フランス語） - 推理小説評論家、推理作家、翻訳家、日本推理作家協会賞
- 松山悦三 - 文筆家
- 水上峰雄（英語） - 翻訳家、足利工業大学教授
- 三井修（アラビア語） - 歌人、日本歌人クラブ賞、現代歌人協会賞
- 南沢十七（ドイツ語） - 探偵小説・科学小説家、翻訳家
- 南山宏（ドイツ語） - 作家、翻訳家
- 箕浦万里子（フランス語） - 翻訳家
- 宮下遼（トルコ語） - 翻訳家、作家、大阪大学准教授
- 村上博基（英語） - 翻訳家
- 村上啓夫（英米語） - 翻訳家
- 村田陽一（英語） - 翻訳家、社会運動家
- 村山りおん（フランス語） - 著作家、フランス文学・演劇学者、小島信夫文学賞
- 望月紀子（フランス語） - 翻訳家
- 森詠（イタリア語） - 作家、坪田譲治文学賞受賞
- 森荘已池（ロシア語中退） - 作家、直木賞受賞
- 山口明雄 - 作家、広報コンサルタント、小説現代新人賞
- 山下理恵子（ドイツ語） - 翻訳家、アイルランド研究家
- 吉永みち子（インドネシア語） - ノンフィクション作家、民間放送教育協会会長
- 米原万里（ロシア語） - 小説家、ロシア語同時通訳者、エッセイスト
- 油本達夫（英米語） - 詩人、横浜詩人会理事長
- 領家高子（ロシア語中退） - 小説家
- ラウラ・今井・メッシーナ（大学院） - 小説家、ラウラ・オルヴィエート賞

### 評論
- 茨木憲 - 演劇評論家
- 太田昌国（ロシア語） - 評論家、編集者
- 尾崎宏次（ドイツ語） - 演劇評論家、国際演劇協会
- 甲斐静馬（英語）- 国際問題評論家。中東調査会参与
- 蒲田耕二（フランス語） - 音楽評論家
- 蔵原惟人（ロシア語）- 文芸評論家
- 呉善花（地域研究研究科） - 評論家、拓殖大学国際学部教授
- 権田萬治（フランス語） - 推理小説評論家、ミステリー文学資料館館長、日本推理作家協会賞受賞
- 酒井傳六（フランス語） - 評論家、エジプト研究家
- 櫻井秀勲（ロシヤ語） - 評論家、編集者
- 田之倉稔（イタリア語） - 演劇評論家、静岡県立大学教授、見世物学会会長、 蘆原英了賞
- 中井秀明 - 文芸評論家、群像新人文学賞優秀作
- 中条省平（中退） - 映画評論家、学習院大学文学部教授
- 永田守弘 - 評論家、翻訳家
- 浜田和幸（中国語） - 評論家、未来学者、国際未来科学研究所所長
- 藤澤文洋（英米語） - 大リーグ解説者
- 三木宮彦（イスパニア語） - 映画評論家
- 山下良道（フランス語） - 僧侶、鎌倉一法庵住職
- 山田宏一（フランス語） - 映画評論家、翻訳家、文化庁映画賞映画功労表彰、川喜多賞
- 若林ひとみ（ドイツ語） - 翻訳家

### 芸能・マスコミ関連

#### アナウンサー・キャスター
- 浅野輔（英米語） - JNNニュースコープメインキャスター、ニューズウィーク日本版初代編集長、東京国際大学教授
- 石井かおる（モンゴル語） - NHKアナウンサー
- いちのへ友里（ロシア語） - フリーアナウンサー、タレント、エッセイスト、元ロシアの声アナウンサー・東京特派員
- 上野比呂企（フィリピン語） -東日本放送アナウンサー
- 上宮菜々子（スペイン語） - テレビ朝日アナウンサー
- 久保田智子（英米語） - 元TBSアナウンサー、姫路市教育長
- 桑子真帆（チェコ語） - NHKアナウンサー
- 煙山ゆう（ヒンディー語） - LuckyFM茨城放送アナウンサー
- 合原明子（スペイン語） - NHKアナウンサー
- 古賀一（ポルトガル語） - NHKアナウンサー
- 小林豊（ロシア語） - TBSテレビ海外事業開発部担当部長、同局元アナウンサー、気象予報士
- 佐藤良子（スペイン語） - 元日本テレビアナウンサー
- 城ヶ崎祐子（英米語） - フリーアナウンサー、元フジテレビアナウンサー
- 関口巌 - 元NHKアナウンサー
- 田中正良（中国語） - NHKニュースウオッチ9メインキャスター、NHK解説委員
- 山本照 - 元NHK放送文化研究所所長、元NHKアナウンサー
- 杉浦隆 - 元NHKアナウンサー
- 水庭進（英米語） - 元NHKアナウンサー、元日本大学教授
- 藤本敏和（中国語） - 元NHKアナウンサー
- 恩蔵憲一 - 元NHKアナウンサー、日本語センター専門委員
- 田中伊式（ロシア語） - 元NHKアナウンサー
- 竹内香苗（英米語） - 元TBSアナウンサー
- 田丸美寿々（英米語） - ニュースキャスター、元フジテレビアナウンサー
- 富永美樹（スペイン語） - フリーアナウンサー、元フジテレビアナウンサー
- 中山庸介（ウルドゥー語） - NHKアナウンサー
- 夏目三久（ベトナム語） - フリーアナウンサー、元日本テレビアナウンサー
- 広島明子 - フリーアナウンサー
- 廣田裕司（英米語） - 秋田放送アナウンサー
- 野口ちひろ - 東日本放送アナウンサー
- 田中碧 - フリーアナウンサー、元新潟放送・テレビ神奈川アナウンサー
- 峯尾武男 - 元NHKアナウンサー
- 茂木幹弘（モンゴル語） - ディスクジョッキー、プロデューサー、元文化放送アナウンサー
- 山本浩（ドイツ語） - 法政大学スポーツ健康学部教授、元NHK解説委員・アナウンサー
- 頼近美津子 （英米語）- コンサート・プランナー、司会者、女優、元NHK・フジテレビアナウンサー
- 渡邊大祐 - 元岡山放送アナウンサー

#### その他
- 三輪晴啓（ドイツ語） - NHKプロデューサー、駒沢女子大学教授
- 小川通仁（ヒンディー語） - 日本テレビ情報・制作局バラエティセンターゼネラルディレクター
- 石原隆（ドイツ語） - フジテレビ取締役編成統括局長
- 佐藤信彦 - フジテレビデジタルコンテンツ局次長、映画プロデューサー
- 中村百合子 - フジテレビ第二制作室ゼネラルプロデューサー
- 市川久夫 - 劇映画・テレビドラマプロデューサー
- 佐野譲顕 - 広島テレビ社長。 元日本テレビ執行役員制作局長、テレビプロデューサー
- 佐藤香（日本語） - 青森テレビディレクター
- 牧原純 - 文化放送編成局長、演劇評論家、チェーホフ研究家、翻訳家
- 芦田伸介（中退） - 俳優
- 文曄星（日本語） - 声優
- 大林丈史（ポルトガル語） - 俳優、日本俳優連合副理事長
- 岡田萌枝（朝鮮語） - お笑い芸人、すごい論ツッコミ担当
- 加藤ひろあき（インドネシア語） - シンガーソングライター、俳優、翻訳家
- 香取俊介 （ロシア語）- 脚本家、ノンフィクション作家、元NHK記者
- 川村ケンスケ （英米語）- 映像／音楽ビデオ／CFディレクター・プロデューサー  映像制作会社キャンプサイト代表
- 小松達也（英米語） - 日本の同時通訳の草分け的存在、通訳技能向上センター理事長、サイマル・インターナショナル顧問、元明海大学外国語学部教授
- 澤井信一郎（ドイツ語） - 映画監督
- 三遊亭金翔（日本語） - 落語家
- 篠崎徳太郎 （英米語） - 演劇指導者、童謡詩人
- 鈴木亮平（英米語・2006） - 俳優（ホリプロ所属）、エランドール賞新人賞
- タケカワユキヒデ（英米語） - 歌手、作曲家、ゴダイゴ（ボーカル）
- 山田稔明 - ミュージシャン、GOMES THE HITMANボーカル＆ギター
- 橘しんご（中国語） - DJ・パーソナリティ
- 利根健太朗（フィリピン語） - 声優（アイムエンタープライズ所属）
- ToMo K. - シンガーソングライター
- 中平卓馬（スペイン語） - 写真家
- 中村敦夫（インドネシア語、中退） - 俳優、元参議院議員（中退）
- 西島永悟（ポルトガル語、中退） - お笑いタレント、エリートヤンキー
- 蓮実重臣（モンゴル語） - 作曲家
- 波多野健（スペイン語） - イースト・エンタテインメント執行役員兼テレビプロデューサー
- ハル・ヤマノウチ（英米語） - 俳優、ローマに居住してイタリア映画、アメリカ映画多数に出演、渡辺謙の声など吹き替え、オペラや演劇の振り付け
- 人見元基 - ボーカリスト ex VOW WOW
- 藤咲理香（スペイン語） - モデル、レースクイーン、タレント
- 藤田宗久 - 俳優
- 前田知巳（中国語） - コピーライター、クリエイティブディレクター
- 光浦靖子（インドネシア語） - お笑いタレント、オアシズ
- 南正人（スペイン語） - フォークシンガー
- 渡辺あすか（ラオス語） - 漫画家
- 中村優子（イタリア語） - 女優
- レックス・ジョーンズ - タレント
- 湯澤幸一郎（アラビア語、中退） - 俳優、カウンターテナー歌手、声優、演出家、作詞家、作曲家、カメラマン
- 山岡潤平（フランス語） - 脚本家
- 岩田達宗（フランス語)　- オペラ演出家

### スポーツ関係者
- 小野雅子（インド・パキスタン） - インド古典舞踊アーティスト
- 可児徳（ドイツ語） - 体育指導者、元東京高等師範学校教授、元国華高等女学校校長
- 坂東慧子（ポルトガル語） - ボート選手、東アジア競技大会銀メダル
- 白沢敬典（ポルトガル語） - サッカークラブ通訳
- 永倉麻貴（スペイン語） - フラメンコダンサー
- 松本勝明（ドイツ語） - 中退、競輪選手。第5回日本プロスポーツ大賞受賞、日本競輪学校名誉教官。

### その他
- 有島生馬（イタリア語） - 画家、文化功労者
- 安藤大佑（朝鮮語） - 映画監督
- 井上拓（ポルトガル語） - 作曲家、編曲家、作詞家、DJ
- 太田覚眠 - 僧侶
- 越智敬 - マンドリン奏者、作曲家
- 金山宣夫 - 同時通訳者、東洋学園大学教授
- 伊藤明子 - 医師、元東京大学大学院医学系研究科客員研究員
- 川内唯彦 - 社会運動家
- 菊地涼子 - 宇宙飛行士
- 菊村憂（中退） - 日本赤軍メンバー
- 岸本紘（ドイツ語） - 牧師
- 北野邦雄 - ドイツ語教師、元ヤシカ常務、ペンタックスギャラリー初代館長
- 熊岡路矢 - 市民運動家、日本映画大学教授、法務省難民審査参与員、日本国際ボランティアセンター顧問
- 黒田清輝 - 画家、帝国美術院院長、レジオンドヌール勲章コマンドゥール
- 近藤朔風（イタリア語） - 訳詞家
- 高田三九三（フランス語） - 作詞家、全日本児童音楽協会会長
- 高田博厚（イタリア語） - 彫刻家、思想家、文筆家、翻訳家
- 竹迫和美（大学院） - 医療通訳、藤田保健衛生大学教授
- 塚本慶一（中国語） - 中国語同時通訳者、日本輸出入銀行参事役、杏林大学教授
- 富井健 - 牧師、神学者、教役者
- 鳥居敏文（ドイツ語） - 画家、独立美術協会賞
- 中筋純（中国語） - 写真家、フリーライター、編集者
- 平野運平 - 海外開拓家
- 本田孝一 - 書道家、大東文化大学教授
- 牧賢一 - 社会事業家、全国社会福祉協議会初代事務局長、関東学院大学教授
- 宮崎晃（ロシア語） - 映画監督、脚本家
- 山内久 - 脚本家、日本シナリオ作家協会理事長、紫綬褒章
- 山下良道 - 僧侶
- 山本幡男 - シベリア抑留者
- YUKARI（ドイツ語） - ジャズフルーティスト、作曲家
- 若狭蔵之助 （ロシア語） - 教育者、鳥取大学教授
- ワタナベ・コウ（印パ語中退） - 裁縫家、漫画家、イラストレーター
- 大塚和（ロシア語） - 映画プロデューサー

## 上記関係者の主な受賞、受章等
- 芥川賞
  - 石川淳
  - 大岡玲
  - 小田嶽夫
  - 瀧澤美恵子
- 朝日広告賞最高賞
  - 前田知巳
- アジア・太平洋賞
  - 酒井啓子
- アジア・太平洋賞特別賞
  - 大塚和夫
- 泉鏡花文学賞
  - 島田雅彦
- イタリア共和国功労勲章
  - 秋山余思
  - 和田忠彦
- 伊藤整文学賞
  - 島田雅彦
- ADC賞
  - 前田知巳
- 大佛次郎賞
  - 亀山郁夫
  - 山口昌男
- 大宅壮一ノンフィクション賞
  - 上前淳一郎『太平洋の生還者』
  - 吉永みち子『気がつけば騎手の女房』
  - 米原万里『嘘つきアーニャの真っ赤な真実』
- 菊池寛賞
  - 小林和男
- 木村彰一賞
  - 亀山郁夫
  - 桑野隆
- ギャラクシー賞個人賞
  - 小林和男
- 金田一京助博士記念賞
  - 伊藤智ゆき
  - 井上史雄
  - 風間伸次郎
  - 村崎恭子
- 芸術選奨大臣賞
  - 金田一春彦
  - 島田雅彦
- 工業標準化事業功労者
  - 芝野耕司
- コマンドル功労十字勲章
  - 原卓也
- サントリー学芸賞
  - 中嶋嶺雄
  - 西川恵
- 紫綬褒章
  - 石井米雄
  - 大塚和夫
  - 川田順造
- 渋沢賞
  - 大塚和夫
- 渋沢敬三賞
  - 川田順造
- 正論大賞
  - 中嶋嶺雄
- 大同生命地域研究賞
  - 池端雪浦
- 大同生命地域研究奨励賞
  - 板垣雄三
  - 家島彦一
- TCC賞グランプリ
  - 前田知巳
- 日本エッセイスト・クラブ賞
  - 川田順造
  - 小林和男
- 日本学士院賞
  - 岡田英弘
  - 辛島昇
- 日本学士院学術奨励賞
  - 星泉
- 日本学術振興会賞
  - 星泉
- 日本新聞協会賞
  - 斎藤勉
- 野間文芸新人賞
  - 島田雅彦
- 発展途上国研究奨励賞
  - 大塚和夫
- 標準化功績賞
  - 芝野耕司
- プーシキン勲章
  - 亀山郁夫
  - 小林和男
- フランス語圏大勲章
  - 川田順造
- フランス政府文化功労章
  - 川田順造
- 文化勲章
  - 永井荷風
- 文化功労者
  - 石井米雄
  - 板垣雄三
  - 金田一春彦
- 文化庁芸術祭レコード部門優秀賞
  - 川田順造
- ボーン・上田記念国際記者賞
  - 斎藤勉
  - 加藤千洋
- 毎日映画コンクール音楽賞
  - 蓮実重臣
- 毎日広告デザイン賞最高賞
  - 前田知巳
- 毎日出版文化賞
  - 大塚和夫 - 第56回(2002年)企画部門『岩波イスラーム辞典』
  - 亀山郁夫 - 第61回(2007年)特別賞『カラマーゾフの兄弟』（全5巻）
  - 川田順造 - 第46回(1992年)『口頭伝承論』
  - 島田雅彦 - 第70回(2016年)『虚人の星』
- 伊メリット勲章
  - 前田義徳
- モスクワジャーナリスト同盟賞
  - 小林和男
- 三島由紀夫賞
  - 大岡玲
- 読売文学賞
  - 石川淳
  - 岩松了
  - 押川典昭
  - 河島英昭
  - 米原万里
- 仏レジオンドヌール勲章
  - 前田義徳
  - 水上健也
- 歴程賞
  - 川田順造

## その他

### 名誉博士
- ドナルド・キーン

### 東京外国語大学と日本の百年を築いた人々
『独立百周年（建学百二十六周年）記念事業プログラム』（1999年10月1日発行）の表紙には、「東京外国語大学と日本の百年を築いた人々」として以下の50人の大学関係者の人物写真が掲載された。
- 八杉貞利
- 加藤高明
- 新美南吉
- 梅謙次郎
- 岩崎民平
- 大杉栄
- 中江兆民